# 承徳県
承徳県（しょうとく-けん）は中華人民共和国河北省承徳市に位置する県。

## 歴史
1913年（民国2年）、府制廃止にともない承徳府が承徳県と改められた。

## 行政区画
- 鎮:下板城鎮、甲山鎮、六溝鎮、三溝鎮、頭溝鎮、高寺台鎮、鞍匠鎮、三家鎮、磴上鎮、上谷鎮、新杖子鎮、石灰窯鎮
- 郷:東小白旗郷、劉杖子郷、孟家院郷、大営子郷、八家郷、満杖子郷、五道河郷、岔溝郷、倉子郷
- 民族郷:崗子満族郷、両家満族郷